# PRPF3
U4 / U6 малоядерный рибонуклеопротеин Prp3 — белок , который у человека кодируется геном PRPF3.
Удаление интронов из ядерного пре-мРНК происходит в комплексах, называемых сплайсосомами, которые состоят из 4 малоядерных рибонуклеопротеидных (мяРНК) частиц и неопределенного числа временно сопутствующих факторов сплайсинга. PRPF3 является одним из нескольких белков, которые связывают snRNPs с U4 и U6.

## Взаимодействия
PRPF3, как было выявлено, взаимодействуют с DVL3.